# زورقیان
زورقیان (نام علمی: Scaphites) نام یک سرده از زیررده شاخ‌قوچی است.